# Campeonato Descentralizado 1966
El Campeonato Descentralizado de 1966 fue la edición número 50 de la Primera División de Perú, y la primera bajo el formato de Campeonato Descentralizado, el cual permitía la participación de equipos de todo el país. La Federación Peruana de Fútbol para lograr este fin, invitó a cuatro clubes del interior del país para el torneo.
El formato consistía en enfrentamientos ida y vuelta de todos contra todos. Los dos primeros clasificaban a la Copa Libertadores 1967; mientras que por el descenso, la condición para que los equipos del interior mantuvieran la categoría era alcanzar la parte superior de la tabla, cosa que consiguió Atlético Grau con un heroico sexto lugar, mientras que los otros 3 elencos perdieron la categoría (es el caso de Melgar a pesar de haber logrado un respetable octavo lugar) y para completar los 4 equipos para la baja se consideró al peor ubicado de los capitalinos.

## Sistema de competición
Los catorce participantes disputan el campeonato bajo un sistema de liga, es decir, todos contra todos a visita recíproca; con un criterio de puntuación que otorga dos unidades por victoria, una por empate y cero por derrota. El campeón sería el club que al finalizar el torneo haya obtenido la mayor cantidad de puntos, y por ende se ubique en el primer lugar de la clasificación. 
Si al finalizar el campeonato dos equipos igualan a puntos, los mecanismos para desempatar la clasificación son los siguientes:
- El que tiene una mejor diferencia de goles en el campeonato.
- El que tiene una mejor diferencia de goles en partidos jugados entre ellos.
- Sorteo.

En caso de concluir el certamen con dos equipos empatados en el primer lugar, se procedería a un partido de desempate entre ambos conjuntos en una cancha neutral predeterminada al inicio del torneo; de terminar en empate dicho duelo, se realizará uno extra, y de persistir la igualdad en este, se alargaría a la disputa de dos tiempos extras de 15 minutos cada uno, y eventualmente Tiros desde el punto penal, hasta que se produjera un ganador.

## Ascensos y descensos
| Posición | Ascendidos de la Segunda e Invitados      |
| -------- | ----------------------------------------- |
| 1º       | Mariscal Sucre (Segunda División 1965)    |
| Invit.   | Melgar (Campeón de Arequipa 1965)         |
| Invit.   | Octavio Espinosa (Campeón de Ica 1965)    |
| Invit.   | Atlético Grau (Campeón de Piura 1965)     |
| Invit.   | Alfonso Ugarte (Campeón de Trujillo 1965) |

| Posición | Descendidos de la Primera División 1965 |
| -------- | --------------------------------------- |
| 10º      | Ciclista Lima                           |

## Equipos participantes
| Club                | Ciudad   | Entrenador           |
| ------------------- | -------- | -------------------- |
| Alfonso Ugarte      | Chiclín  | Ángel Fernández Roca |
| Alianza Lima        | Lima     | Jaime de Almeyda     |
| Atlético Grau       | Piura    | Ladislao Pakozdi     |
| Carlos Concha       | Callao   | Alfonso Huapaya      |
| Centro Iqueño       | Lima     | Miguel Ortega        |
| Defensor Arica      | Lima     | Hugo Tassara         |
| Defensor Lima       | Lima     | Juan Honores         |
| Deportivo Municipal | Lima     | Luis Guzmán          |
| Mariscal Sucre      | Lima     | Clemente Velásquez   |
| Melgar              | Arequipa | Gilberto dos Santos  |
| Octavio Espinosa    | Ica      | Pablo Pasache        |
| Sport Boys          | Callao   | Roberto Drago        |
| Sporting Cristal    | Lima     | Yaldo Barbalho       |
| Universitario       | Lima     | Marcos Calderón      |

### Distribución geográfica
| Departamento | Equipos |
| ------------ | --- |
| Lima         | Alianza Lima Defensor Arica Defensor Lima Deportivo Municipal Centro Iqueño Mariscal Sucre Sporting Cristal Universitario de Deportes |
| Callao       | Carlos Concha Sport Boys |
| Chiclín      | Alfonso Ugarte |
| Piura        | Atlético Grau |
| Ica          | Octavio Espinosa |
| Arequipa     | FBC Melgar |

| Atlético Grau Alfonso Ugarte Octavio Espinosa FBC Melgar Alianza Lima Defensor Arica Defensor Lima Dep. Municipal Centro Iqueño Mariscal Sucre Sporting Cristal Universitario Concha Boys |

## Tabla de posiciones
| Pos. | Equipos             | PJ | PG | PE | PP | GF | GC | Dif. | Pts |
| ---- | ------------------- | -- | -- | -- | -- | -- | -- | ---- | --- |
| 1    | Universitario (C)   | 26 | 19 | 3  | 4  | 65 | 27 | +38  | 41  |
| 2    | Sport Boys          | 26 | 15 | 5  | 6  | 43 | 19 | +24  | 35  |
| 3    | Alianza Lima        | 26 | 14 | 5  | 7  | 58 | 34 | +24  | 33  |
| 4    | Sporting Cristal    | 26 | 12 | 6  | 8  | 36 | 25 | +11  | 30  |
| 5    | Centro Iqueño       | 26 | 13 | 4  | 9  | 31 | 27 | +4   | 30  |
| 6    | Atlético Grau       | 26 | 10 | 9  | 7  | 36 | 32 | +4   | 29  |
| 7    | Defensor Lima       | 26 | 10 | 8  | 8  | 49 | 36 | +13  | 28  |
| 8    | FBC Melgar          | 26 | 12 | 4  | 10 | 41 | 32 | +9   | 28  |
| 9    | Defensor Arica      | 26 | 10 | 8  | 8  | 31 | 25 | +6   | 28  |
| 10   | Mariscal Sucre      | 26 | 7  | 7  | 12 | 30 | 40 | -10  | 21  |
| 11   | Deportivo Municipal | 26 | 9  | 3  | 14 | 41 | 54 | -13  | 21  |
| 12   | Alfonso Ugarte      | 26 | 7  | 3  | 16 | 28 | 60 | -32  | 17  |
| 13   | Octavio Espinosa    | 26 | 3  | 6  | 17 | 24 | 52 | -28  | 12  |
| 14   | Carlos Concha       | 26 | 4  | 3  | 19 | 29 | 79 | -50  | 11  |

(C): Campeón
|  | Clasificados a la Copa Libertadores 1967.                                     |
|  | Descendido a la Segunda División 1967.                                        |
|  | Descendidos a la Etapa Departamental de Copa Perú 1967 en su Primera Edición. |

|                          |
| Campeón Nacional         |
| Universitario 11º título |

## Goleadores
| Jugador | Jugador                 | Goles | Equipo                    |
| ------- | ----------------------- | ----- | ------------------------- |
| Peruano | Teófilo Cubillas        | 19    | Alianza Lima              |
| Peruano | Ángel Uribe             | 15    | Universitario de Deportes |
| Peruano | Eduardo Márquez         | 14    | FBC Melgar                |
| Peruano | Tomás Iwasaki           | 14    | Deportivo Municipal       |
| Peruano | Carlos Mendoza          | 13    | Atlético Grau             |
| Peruano | Ítalo Cavagnari         | 12    | Alianza Lima              |
| Peruano | Carlos Urrunaga         | 11    | Defensor Lima             |
| Peruano | Rafael Flores           | 11    | Carlos Concha             |
| Peruano | Pedro Pablo León        | 10    | Alianza Lima              |
| Peruano | Carlos Gonzales Pajuelo | 10    | Sporting Cristal          |
| Peruano | Jorge Villanueva        | 10    | Mariscal Sucre            |
| Peruano | Juan José Muñante       | 9     | Sport Boys                |
| Peruano | Víctor Lobatón          | 9     | Universitario de Deportes |
| Peruano | Tadeo Risco             | 9     | Sporting Cristal          |
| Peruano | Raúl Rossel             | 9     | FBC Melgar                |

## Reconocimientos

### Premios anuales
| Premio                     | Ganador                                      |
| -------------------------- | -------------------------------------------- |
| Mejor Equipo               | Universitario de Deportes                    |
| Bota de Oro                | Teófilo Cubillas (Alianza Lima)              |
| Entrenador del año         | Marcos Calderón (Universitario de Deportes)  |
| Portero del año            | Reynaldo Párraga (Sport Boys)                |
| Jugador extranjero del año | Zózimo (Sport Boys)                          |
| Jugador joven del año      | Juan José Muñante (Sport Boys)               |
| Jugador veterano del año   | Daniel Ruiz La Rosa (Juan Aurich)            |
| Jugador revelación         | Héctor Chumpitaz (Universitario de Deportes) |